# جون تمبلتون بوين
جون تمبلتون بوين (بالإنجليزية: John Templeton Bowen)‏ هو أستاذ جامعي أمريكي، ولد في 8 يوليو 1857 في بوسطن في الولايات المتحدة، وتوفي بنفس المكان في 3 ديسمبر 1940.